# Azuré de la surelle
Zizeeria knysna
Espèce
L’Azuré de la surelle ou Azuré de Trimen (Zizeeria knysna) est une espèce de lépidoptères (papillons) de la famille des Lycaenidae, de la sous-famille des Polyommatinae et du genre Zizeeria.

## Dénominations
Zizeeria knysna (Roland Trimen, 1862)
Synonymes : Lycaena knysna (Trimen, 1862) et Papilio lysimon (Hübner, 1803).

### Noms vernaculaires
L’Azuré de la surelle ou Azuré de Trimen se nomme en anglais African Grass Blue ou Dark Grass Blue.

## Description
C'est un très petit papillon qui présente un dimorphisme sexuel, le dessus du mâle est bleu foncé presque violet bordé d'une marge noire plus ou moins importante, celui de la femelle est marron plus ou moins suffusé de bleu.
Le revers est ocre pâle orné de lignes de petits points noirs cernés de blanc.

## Biologie
Les œufs sont parasités par Catosia cupreus.
La chenille est soignée par les fourmis Tapinoma melanocephalum et Pheidole.

### Période de vol et hivernation
Il vole en plusieurs générations, de février à octobre en Espagne et Afrique du Nord, toute l'année aux Canaries.

### Plantes hôtes
Ses plantes hôtes sont nombreuses notamment des Amaranthus, des Oxalis, des Medicago (Medicago minima et Medicago sativa), Trifolium pratense et Trifolium repens.

## Écologie et distribution
Il est présent dans toute l'Afrique, à Madagascar, aux Mascareignes (dont La Réunion et l'ile Maurice) aux Îles Canaries, en Afrique du Nord, en Sicile, en Crète, à Chypre et en Espagne sur la bordure méditerranéenne,.

### Biotope
Son habitat est constitué de lieux humides, oasis, clairières, vallées côtières.

### Protection
Pas de statut de protection particulier.